# Krybdyr
Krybdyr (Reptilia) eller reptiler er en parafyletisk klasse af hvirveldyr. Krybdyr er tetrapoder, dvs. de har oprindeligt fire ben, og er amnioter, dvs. deres fostre er omgivet af en fosterhinde. Krybdyr har typisk skæl på huden, lægger ofte æg med læderagtig skal og er vekselvarme. 

## Inddeling

### Traditionel inddeling
Krybdyr inddeles traditionelt i fire nulevende ordner:
- Crocodilia (krokodiller og alligatorer): 27 arter
- Rhynchocephalia (tuataraer fra New Zealand): 2 arter
- Squamata (øgler, slanger og ormeøgler): omkring 7.558 arter
- Chelonia (skildpadder): omkring 294 arter

### Kladistisk inddeling
Ifølge moderne videnskabelige opfattelser omkring klassifikation burde reptilerne egentlig også omfatte fuglene, siden disse nedstammer fra dinosaurerne. Ifølge samme opfattelse burde pattedyrenes forfædre, de uddøde pattedyrlignende krybdyr, ikke regnes med til krybdyrene. 
Den moderne, kladistiske inddeling er således som følgende: 
- Krybdyr (Reptilia)
  - Anapsida
    -  ?-Testudines skildpadder

  - Romeriida
    - Diapsida
      - Sauria
        - Lepidosauromorpha
          - Slanger og øgler Squamata (firben, slanger, snoge, hugorm...)
          - Sphenodontida (sphenodon...)

        - Archosauromorpha
          - Archosauria
            - Crocodylomorpha (krokodiller)
            - Dinosaurer Dinosauria (fugle, Brachiosaurus, Velociraptor...)

### En anden kladistisk inddeling
Nulevende krybdyr inddeles ifølge webstedet Taxonomicon således:
Klasse: Sauropsida (Krybdyr)
- Underklasse: Anapsida
  - Orden: Testudines (Skildpadder)
- Underklasse: Diapsida
  - Infraklasse: Lepidosauromorpha
    - Overorden: Lepidosauria
      - Orden: Sphenodontida
      - Orden: Squamata (Slanger og øgler)

  - Infraklasse: Archosauromorpha
    - Division: Archosauria
      - Underdivision: Crurotarsi
        - Overorden: Crocodylomorpha
          - Orden: Crocodylia (Krokodiller)